# Testico
Testico (en lígur: Testego) és un comune (municipi) de la província de Savona, a la regió italiana de la Ligúria, situat uns 90 km al sud-oest de Gènova i uns 50 km al sud-oest de Savona. A 31 de desembre de 2017, la seva població era de 198 habitants i la seva superfície era de 10,2 km².
Testico limita amb els següents municipis: Casanova Lerrone, Cesio, Chiusanico i Stellanello.